# توماس بلاكشير
توماس بلاكشير (بالإنجليزية: Thomas Blackshear)‏ هو مصمم طوابع البريد ورسام أمريكي، ولد في 14 نوفمبر 1955 في واكو في الولايات المتحدة.